# Гель (лікарська форма)
Гелі — м'які лікарські засоби для місцевого застосування, що являють собою одно-, дво- або багатофазові дисперсні системи з рідким дисперсним середовищем, реологічні властивості яких обумовлені присутністю гелеутворювачів у невеликих концентраціях. Гелеутворювачі можуть додатково виконувати роль стабілізаторів дисперсних систем: суспензій або емульсій. Такі гелі називаються відповідно суспензійними гелями або емульгелями. Гель містить одну або більше діючих речовин та допоміжні речовини, що утворюють основу.